# Jimmy Zakazaka
Jimmy Zakazaka, né le 27 décembre 1984 à Blantyre, est un footballeur malawite. Il joue au poste d'attaquant avec l'équipe sud-africaine de Bay United.

## Buts internationaux
|    | Date           | Lieu                             | Adversaire | Résultat | Compétition                        |
| -- | -------------- | -------------------------------- | ---------- | -------- | ---------------------------------- |
| 1. | 8 octobre 2005 | Kamuzu Stadium, Blantyre, Malawi | Kenya      | 3-0      | Qualifications coupe du monde 2006 |